# Бінья Ран II
Бінья Ран II (*монська ဗညားရာံး бірм. ဒုတိယ ဗညားရံ; 1469 — 1526) — 16-й володар Гантаваді у 1492—1526 роках.

## Життєпис
Син Дгаммазеді, володаря Гантаваді. Народився у лютому 1469 року в Пеґу. 1483 року призначено спадкоємцем трону. 1492 року після смерті батька успадкував владу. Невдовзі наказав знищити більшість своїх родичів, які мали правоо скаржувати його владу. Церемонія інтронизації відбулася 29 січня 1493 року. В цей час Мінґінйо, правитель Таунгу, вдерся до Гантаваді, але Бінья Ран II відбив напад. 1495 року 16-тисячне військо Гантаваді атакували Таунгу. Мінґінйо ледве витримав облогу в Дваявадді, а Бінья Ран II, пограбувавши ворожу територію, повернувся до себе.
У 1501 році він зібрав багатотисячну армію для подорожі вгору річкою Іраваді, щоб здійснити прощу до пагоди Швезігон у Пагані на території Ави. Володар останньої Нарапаті II побоювався, що це лише привід для захоплення країни, яка на той час все більше ставала роздрібленою. Але Бінья Ран II здійснив прощу й спокійно повернувся до себе.
В поджальшому також намагався зберігати мирні відносини з усіма сусідами. 1512 році уклав мирну угоду з Португалією, за якою визнав захоплення португальцями Малакки та надавтим право звести власну факторію в м. Мартабан. Започаткував практику найму португальців, озброєних вогнепальною зброєю.
Помер Бінья Ран II 1536 року. Йому спадкував старший син Такаютпі.